# Onthophagus inclusus
Onthophagus inclusus là một loài bọ cánh cứng trong họ Bọ hung (Scarabaeidae).